# Ehrenfried Christian Colberg
Ehrenfried Christian Colberg (* 28. August 1729 in Stralsund; † 16. Januar 1804 ebenda) war ein deutscher evangelisch-lutherischer Pfarrer und Superintendent in Stralsund.

## Leben
Ehrenfried Christian Colberg stammte aus einer pommerschen Theologenfamilie. Er war ein Sohn des Stralsunder Superintendenten Johann Friedrich Colberg. Nach dem Besuch des Gymnasiums Stralsund bis 1748 studierte er Evangelische Theologie an den Universitäten Jena und ab 1750 Göttingen. Hier graduierte er 1752 als Magister mit einer Disputation unter dem Vorsitz von Johann David Michaelis (1717–1791) über die Unsterblichkeit der Seele bei Mose.
1754 wurde er Diaconus (2. Pfarrer) und 1781 Pfarrer an der Jakobikirche in Stralsund. 1792 erfolgte seine Berufung zum Superintendenten für Stralsund. Gleichzeitig promovierte ihn die Theologische Fakultät der Universität Greifswald zum Ehrendoktor der Theologie. Zu diesem Akt verfasste der vorpommersche Generalsuperintendent Gottlieb Schlegel eine lateinische Gratulationsschrift über das Verhältnis von Politik und Kirche unter dem Titel Moses et Aaron fratres (Die Brüder Moses und Aaron).
In seine Amtszeit zwischen Empfindsamkeit und Aufklärung fallen die Einführung einer neuen Gottesdienstordnung in Stralsund und eines von ihm herausgegebenen liturgischen Handbuches 1795. Schon zuvor hatte er 1786/87 zu den Bearbeitern des neuen Stralsunder Gesangbuchs gehört, für das er viele Choräle im Sinn der Aufklärungstheologie umarbeitete.
Sein Sohn Johann Ehrenfried Colberg (1750–1822) wurde ebenfalls Pastor. Er wirkte an der Heilgeistkirche und als Assistent seines Vaters.

## Werke
- Argumenta immortalitatis animorum humanorum et futuri seculi ex Mose collecta. Göttingen 1752

Digitalisat, Bayerische Staatsbibliothek
- Dissertatio Epistolaris de Vita et Meritis B. Domini Henningii Levii. Senatoris Camerarii et Scholarchae Civitatis Sundensis Quondam Meritissimi Dominis Curatoribus Stipendii Theologici Leviani E.A. Qua par est observantia. Stralsund: Schindler 1757
- Bey dem seeligen Absterben Seines Vaters des Wohlseeligen Herrn Superintendenten Johann Friedrich Colberg beklagte in diesen Zeilen seinen schmerzlichen Verlust Ehrenfried Christian Colberg. Stralsund: Struck 1761

Digitalisat, Universitätsbibliothek Greifswald
- (Hrsg.): Anreden und Gebete zum Gebrauch bei dem öffentlichen Gottesdienst und den dahin gehörigen Handlungen, nebst einer Nachricht von der Ordnung desselben zu Stralsund. Stralsund: Struck 1795

Digitalisat, Universitätsbibliothek Greifswald